# Kem (Jenissei)
Der Kem (russisch Кемь) ist ein linker Nebenfluss des Jenissei in der russischen Region Krasnojarsk in Westsibirien.
Der Kem entspringt am Südostrand des Westsibirischen Tieflands. Er fließt in überwiegend nördlicher Richtung. Im Unterlauf weist er viele Mäander auf. Der Kem trifft nördlich von Jenisseisk linksseitig auf den Jenissei. Der Fluss wird hauptsächlich von der Schneeschmelze gespeist. Im Mai kommt es regelmäßig zum Frühjahrshochwasser. Wichtige Nebenflüsse des Kem sind Belaja und Tyja, beide von links. Der Kem hat eine Länge von 356 km. Sein Einzugsgebiet umfasst 8940 km².